# Сан-Себастьян-ду-Параизу (микрорегион)

Сан-Себастьян-ду-Параизу на карте.

Сан-Себастьян-ду-Параизу (порт. Microrregião de São Sebastião do Paraíso) — микрорегион в Бразилии, входит в штат Минас-Жерайс. Составная часть мезорегиона Юг и юго-запад штата Минас-Жерайс. Население составляет 	265 777	 человек (на 2010 год). Площадь — 	5155,319	 км². Плотность населения — 	51,55	 чел./км².

## Демография
Согласно сведениям, собранным в ходе переписи 2010 г. Национальным институтом географии и статистики (IBGE), население микрорегиона составляет:						
| Полное население                             | Полное население                             | Полное население                             | Полное население                             | 265 777 |
| -------------------------------------------- | -------------------------------------------- | -------------------------------------------- | -------------------------------------------- | ------- |
| в том числе:                                 | Городское население                          | 214 289                                      | Процент городского населения, %              | 80,63   |
|                                              | Сельское население                           | 51 488                                       | Процент сельского населения, %               | 19,37   |
|                                              | Мужское население                            | 134 620                                      | Процент мужского населения, %                | 50,65   |
|                                              | Женское население                            | 131 157                                      | Процент женского населения, %                | 49,35   |
| Плотность населения, чел/км²                 | Плотность населения, чел/км²                 | Плотность населения, чел/км²                 | Плотность населения, чел/км²                 | 51,55   |
| Население микрорегиона в % к населению штата | Население микрорегиона в % к населению штата | Население микрорегиона в % к населению штата | Население микрорегиона в % к населению штата | 1,36    |

## Статистика
- Валовой внутренний продукт на 2003 год составляет 1 554 440 733,00 реалов (данные: Бразильский институт географии и статистики).
- Валовой внутренний продукт на душу населения на 2003 год составляет 5847,85 реалов (данные: Бразильский институт географии и статистики).
- Индекс развития человеческого потенциала на 2000 год составляет 0,777 (данные: Программа развития ООН).

## Состав микрорегиона
В составе микрорегиона включены следующие муниципалитеты:
1. Арсебургу
2. Кабу-Верди
3. Гуаранезия
4. Гуашупе
5. Итаможи
6. Жакуи
7. Журуая
8. Монти-Белу
9. Монти-Санту-ди-Минас
10. Музамбинью
11. Нова-Резенди
12. Сан-Педру-да-Униан
13. Сан-Себастьян-ду-Параизу
14. Сан-Томас-ди-Акину